# Romances (Luis Miguel)
Romances è il quindicesimo album di Luis Miguel pubblicato nel 1997.

## Tracce
1. Voy a apagar la luz / Contigo aprendi – 4:11 (testo: Armando Manzanero – musica: Armando Manzanero)
2. Sabor a mí – 3:06 (testo: Álvaro Carrillo – musica: Álvaro Carrillo)
3. Por debajo de la mesa – 3:05 (testo: Armando Manzanero – musica: Armando Manzanero)
4. La gloria eres tú – 3:21 (testo: José Antonio Mendez – musica: José Antonio Mendez)
5. Amanecer – 3:31 (testo: Armando Manzanero – musica: Armando Manzanero)
6. Encadenados – 3:59 (testo: Carlos Arturo Briz – musica: Carlos Arturo Briz)
7. Bésame mucho – 5:26 (testo: Consuelo Velázquez – musica: Consuelo Velázquez)
8. Contigo (estar contigo) – 4:11 (testo: Bebu Silvetti, Sylvia Riera Ibañez – musica: Bebu Silvetti Sylvia Riera Ibañez)
9. Noche de ronda – 4:16 (testo: Agustín Lara – musica: Agustín Lara)
10. El reloj – 3:02 (testo: Roberto Cantoral – musica: Roberto Cantoral)
11. Júrame – 3:57 (testo: María Grever – musica: María Grever)
12. De quererte así (De t'avoir aimée) – 3:14 (testo: Charles Aznavour – adatt. spagnolo: Alex Marco – musica: Charles Aznavour)
13. Uno – 4:48 (testo: Enrique Santos Discépolo, Marianito Mores – musica: Enrique Santos Discépolo, Marianito Mores)
14. Mañana de Carnaval (Manhã de Carnaval) – 4:07 (testo: Luiz Bonfá Antonio Maria – adatt. spagnolo: Jesus María Arozamena – musica: Luiz Bonfá Antonio Maria)